# Commitment (filme)
Commitment (Brasil: Compromisso ) (hangul: 동창생; romanização revisada: Dong-chang-saeng; literalmente "Alumnus" ou "O Graduado") é um filme sul-coreano dos gêneros de ação, drama e espionagem, dirigido por Park Hong-soo e estrelado por Choi Seung-hyun (T.O.P), Han Ye-ri e Kim Yoo-jung. Foi lançado em 6 de novembro de 2013.

## Enredo
O jovem de dezenove anos Ri Myung-hoon (Choi Seung-hyun-T.O.P) que nasceu em uma vida privilegiada na Coreia do Norte e sonha em se tornar um pianista, se depara com a morte do pai, um espião norte-coreano que morre desonrado. Ele e sua irmã mais nova Hye-in (Kim Yoo-jung) são enviados a um campo de trabalhos forçados por culpa de associação. O superior de seu pai, o Coronel Moon (Jo Sung-ha), propõe um acordo a Myung-hoon: se ele entrar na Coreia do Sul e terminar o que seu pai não conseguiu, ele e a irmã poderão sair do campo de prisioneiros.
Ao se infiltrar na Coreia do Sul sob o disfarce de um desertor da Coreia do Norte, Myung-hoon se torna um pacato estudante e recebe a missão de localizar e pegar "Big Dipper" (Jung Ho-bin), um agente norte-coreano que trabalha para a facção do governo de oposição. A fim de resgatar sua irmã e voltar para a Coreia do Norte, ele deverá cumprir o que lhe foi designado.

## Elenco
- Choi Seung-hyun (T.O.P) – Ri Myung-hoon / Kang Dae-ho (identidade falsa usada na Coreia do Sul) [3]
- Han Ye-ri – Lee Hye-in [4]
- Kim Yoo-jung – Ri Hye-in, irmã mais nova de Myung-hoon [5]
- Yoon Je-moon – Cha Jung-min, agente do serviço nacional de inteligência sul-coreano
- Jo Sung-ha – Moon Sang-chul, coronel norte-coreano
- Jung Ho-bin – "Big Dipper," agente norte-coreano
- Kwak Min-seok – agente norte-coreano, pai adotivo de Myung-hoon na Coreia do sul
- Kim Sun-kyung – agente norte-coreana, mãe adotiva de Myung-hoon na Coreia do sul
- Dong Hyun-bae – um dos agressores
- Kim Min-jae – agente norte-coreano
- Lee Joo-shil – agente norte-coreano
- Park Ji-il – agente sul-coreano
- Kang Bit
- Park Sung-woong – Ri Young-ho, pai de Myung-hoon e Hye-in (participação)

## Lançamento e distribuição internacional
O filme foi lançado na Coreia do Sul em 6 de novembro de 2013 e estreou em segundo lugar na bilheteria do país.Em sua semana de lançamento o filme vendeu 689,600 ingressos, arrecadando US$2,859,921 dólares.No total, Commitment arrecadou US$6,512,794 dólares com 1,048,254 de ingressos vendidos em todo o país.
O filme foi pré-vendido para oito países asiáticos (Japão, Singapura, Tailândia, Vietnã, Taiwan, Hong Kong, Malásia e Indonésia).A empresa de distribuição Well Go USA adquiriu os direitos para os Estados Unidos e o lançou de forma limitada nos cinemas em 6 de dezembro de 2013. Commitment foi exibido em 22 salas de cinema e arrecadou US$60,317 dólares em sua semana de estreia no país. No total, o filme arrecadou US$76,543.Na Europa, a empresa de distribuição Splendid Film lançou Commitment sob o nome de Silent Assassin em territórios de língua alemã em 2014.